# Sielsowiet zaoleszeński
Sielsowiet zaoleszeński (ros. Заолешенский сельсовет) – jednostka administracyjna (osiedle wiejskie) wchodząca w skład rejonu sudżańskiego w оbwodzie kurskim w Rosji.
Centrum administracyjnym sielsowietu jest słoboda Zaoleszenka.

## Geografia
Powierzchnia sielsowietu wynosi 73,32 km².

## Historia
Status i granice sielsowietu zostały określone ustawami z 2004 i z 2010 roku.

## Demografia
W 2017 roku sielsowiet zamieszkiwało 3434 mieszkańców.

## Miejscowości
W skład sielsowietu wchodzą miejscowości: Zaoleszenka, Gogolewka, 1-yj Kniażyj, Olesznia, Rubanszczina.